# Растяжение-сжатие
Растяжение-сжатие в сопротивлении материалов — вид продольной деформации стержня или бруса, возникающий в том случае, если нагрузка к нему прикладывается по его продольной оси (равнодействующая сил, воздействующих на него, нормальна поперечному сечению стержня и проходит через его центр масс).

## Детали
Называется также одноосным или линейным напряжённым состоянием. Является одним из основных видов напряжённого состояния параллелепипеда. Может быть также двух- и трёх-осным. Вызывается как силами, приложенными к концам стержня, так и силами, распределёнными по объёму (силы инерции и тяготения).
Растяжение вызывает удлинение стержня (также возможен разрыв и остаточная деформация), сжатие вызывает укорочение стержня (возможна потеря устойчивости и возникновение продольного изгиба).
В поперечных сечениях бруса возникает один внутренний силовой фактор — нормальная сила. Если растягивающая или сжимающая сила параллельна продольной оси бруса, но не проходит через неё, то стержень испытывает т. н. внецентренное растяжение (сжатие). В этом случае за счёт эксцентриситета приложения нагрузки в стержне кроме растягивающих (сжимающих) напряжений возникают ещё и изгибные напряжения.
Напряжение вдоль оси прямо пропорционально растягивающей или сжимающей силе и обратно пропорционально площади поперечного сечения. При упругой деформации между напряжением и относительной деформацией определяется законом Гука, при этом поперечные относительные деформации выводятся из продольных путём умножения их на коэффициент Пуассона. Пластическая деформация, предшествующая разрушению части материала, описывается нелинейными законами.

## Напряжения в растянутом или сжатом стержне

Рис. 1

Рассмотрим прямолинейный стержень постоянного сечения, растягиваемый (сжимаемый) двумя противоположно направленными силами. Используя гипотезу о равномерности распределения напряжений, рассмотрим равновесие некоторой части стержня, отсеченной плоскостью a-a, нормаль которой наклонена к оси стержня под углом α. Внешняя сила F уравновешивается напряжениями, равномерно распределенными по площади наклонного сечения Aα. Обозначив площадь поперечного сечения, перпендикулярную к оси стержня, за A0, для {\displaystyle A_{\alpha }={\frac {A_{0}}{\cos \alpha }}}. Составив условие равновесия отсеченно части стержня, получим: pAα−F=0, откуда следует выражение
{\displaystyle p={\frac {F}{A_{0}}}\cos \alpha }
Разложим напряжения p на нормальную σα и касательную составляющие…